# Adam Weishaupt
Johann Adam Weishaupt (n. 6 februarie 1748, Ingolstadt - d. 18 noiembrie 1830 Gotha) a fost un filosof, scriitor german și fondator al Ordinului Illuminatilor, societate secretă înființată în Bavaria, Germania. Weishaupt a absolvit liceul iezuit, a studiat dreptul, istoria, științele politice și filosofia. A fost profesor universitar de drept canonic (romano-catolic).
Ordinul Iluminaților, înființat la 1 mai 1776, era întitulat de fapt Bund der Perfektibilisten, „Liga” sau „Uniunea Perfectibililor”, supranumit și Bienenbund, „Ordinul Albinelor”. Numele de taină al lui Weishaupt, ca membru al organizației, era „Spartacus”. În masonerie (și anume într-o lojă din München), Weishaupt a fost cooptat în 1777, cu pseudonimul Sanchoniaton.
Autoritățile regale bavareze au interzis în 1784 și prigonit ordinul perfectibililor (iluminaților), iar Weishaupt și-a pierdut postul universitar. S-a refugiat în Turingia, la Gotha, în principatul lui Ernst II de Saxa-Gotha-Altenburg (Saxen-Gotha-Altenburg). Acest prinț liberal și mason i-a acordat o pensie și o indemnizație de consilier aulic (la curtea princiară). Aici Weishaupt a redactat mai multe lucrări dedicate ideologiei iluministe și pe subiecte privind organizarea masonă a ordinului iluminaților.

## Opere literare

### Lucrări filozofice
- (1775) De Lapsu Academiarum Commentatio Politica.
- (1786) Über die Schrecken des Todes – eine philosophische Rede.
  - fr  Discours Philosophique sur les Frayeurs de la Mort (1788). Gallica
- (1786) Über Materialismus und Idealismus. Torino
- (1788) Geschichte der Vervollkommnung des menschlichen Geschlechts.
- (1788) Über die Gründe und Gewißheit der Menschlichen Erkenntniß.
- (1788) Über die Kantischen Anschauungen und Erscheinungen.
- (1788) Zweifel über die Kantischen Begriffe von Zeit und Raum.
- (1793) Über Wahrheit und sittliche Vollkommenheit.
- (1794) Über die Lehre von den Gründen und Ursachen aller Dinge.
- (1794) Über die Selbsterkenntnis, ihre Hindernisse und Vorteile.
- (1797) Über die Zwecke oder Finalursachen.
- (1802) Über die Hindernisse der baierischen Industrie und Bevölkerung.
- (1804) Die Leuchte des Diogenes.
- (1817) Über die Staats-Ausgaben und Auflagen. Google Books
- (1818) Über das Besteuerungs-System.

### Lucrări legate de Illuminati
- (1786) Apologie der Illuminaten.
- (1786) Vollständige Geschichte der Verfolgung der Illuminaten in Bayern.
- (1786) Schilderung der Illuminaten.
- (1787) Einleitung zu meiner Apologie.
- (1787) [Einige Originalschriften des Illuminatenordens...]
- (1787) [Nachtrage von weitern Originalschriften...] Google Books
- (1787) Kurze Rechtfertigung meiner Absichten.
- (1787) Nachtrag zur Rechtfertigung meiner Absichten.
- (1787) Apologie des Mißvergnügens und des Übels.
- (1787) Das Verbesserte System der Illuminaten.
- (1788) Der ächte Illuminat, oder die wahren, unverbesserten Rituale der Illuminaten.
- (1795) Pythagoras, oder Betrachtungen über die geheime Welt- und Regierungs-Kunst.